# Trémentines
Trémentines – miejscowość i gmina we Francji, w regionie Kraj Loary, w departamencie Maine i Loara.
Według danych na rok 2010 gminę zamieszkiwało 2 813 osób, a gęstość zaludnienia wynosiła 82 osoby/km².